# Nchingilizya
Nchingilizya è un ward dello Zambia, parte della Provincia Orientale e del Distretto di Katete.